# دوزکند
دوزکند دهی است از دهستان قزل‌گچیلو شهرستان ماه‌نشان در استان زنجان حدودا در ۶۵ کیلومتری جاده دندی قرار دارد. دارای معادن نمک و گچ است.در اطراف آن روستای کهریز بیک و اغلبیک و ابراهیم آباد و تبریزک می باشند.شغل بیشتر مردم کشاورزی و دامداری است .معدن نمک دوزکند بسیار مرغوب و خالص و فضای فیزیکی معدن بسیار زیبا و دیدنی می باشد.این روستا یکی از مهمترین روستاهای شهرستان دندی است.دارای درمانگاه و مدرسه ابتدایی و راهنمایی و پست بانک می باشد.وجه تسمیه این روستا به خاطر وجود معدن نمک که در زبان شیرین ترکی با اصطلاح 《دوز》و 《کند》 یعنی روستای نمک گرفته شده است که به خاطر وجود معدن نمک میباشد.